# Умео-Східне
63°49′03″ пн. ш. 20°17′35″ сх. д. / 63.8175° пн. ш. 20.293055555556° сх. д.
Умео-Східне (швед. Umeå Östra) — залізнична станція в Умео, Швеція.
Станцію було відкрито 7 серпня 2010 року, а король Карл XVI Густав офіційно відкрив її 28 серпня.
Станцію було побудовано через будівництво Ботнічної лінії (Ботніабанан) до Умео.
Це одна з двох станцій, які обслуговують Умео, а інша — старша станція Умео-Центральне, яка розташована за 2 км на захід.
Протягом року після відкриття Умео-Східне був єдиною станцією, яка обслуговувала Умео, оскільки Центральний вокзал був закритий у цей час на ремонт.

Умео-Східне розташовано неподалік від університету Умео та університетської лікарні Умео.

## Вокзал
Проект вокзалу станції Умео-Східне був запропонований Леннартом Шегреном з архітектурної фірми White arkitekter, а NCC AB профінансувала проект.
Будівля в основному складається зі скла та клеєного бруса та має два поверхи, а на другому поверсі розміщено кав'ярня.
Доступність станції була дуже пріоритетною, тому є кілька ліфтів, ескалаторів та сходів, що сполучають два наступні поверхи.
Крім того, оскільки скло не відбиває світло, потяги видно майже з кожного кутка.

## Послуги
Умео-Східне є другою з двох станцій в Умео, звідки прямують до чотирьох щоденних міжміських потягів до/з Стокгольм-Центральний, під орудою SJ AB та веде потяг Bombardier Regina X55.
SJ також має під орудою щоденний нічний поїздом з причепними вагонами до Стокгольма та Гетеборга, які причепляють/відчепляють у Сундсваллі.
У грудні 2020 року Vy Tåg здобула франшизу на експлуатацію нічних поїздів між Стокгольмом і Норрландом на чотири роки.
Щодня два нічних потяга Vy курсують до Умео-Східне та Умео-Центральне у кожному напрямку: один між Нарвіком, Кіруною та Стокгольмом та один між Лулео-Центральне та Стокгольмом.
Norrtåg надає місцеві та регіональні залізничні перевезення на південь до Сундсвалля, на захід до Веннеса (до 2010 року між Умео та залізницею через Верхній Норрланд), на північний захід до Ликселе та на північ до Будена, Лулео та Гапаранди .